# Jennifer Thomson
Pour les articles homonymes, voir Thomson.
Jennifer Ann Thomson, née le 16 juin 1947 au Cap, est une microbiologiste sud-africaine, lauréate en 2004 du prix L'Oréal-Unesco pour les femmes et la science.

## Biographie
Jennifer Thomson est née le 16 juin 1947 au Cap.
Elle obtient un baccalauréat universitaire (BSc) en zoologie à l'université du Cap, une maîtrise universitaire ès lettres en génétique à l'université de Cambridge puis un doctorat en microbiologie à l'université Rhodes et effectue un post-doctorat à la Harvard Medical School. Elle est maîtresse de conférence et professeure associée au département de génétique de l'université du Witwatersrand. Elle fonde et dirige le Laboratoire de biologie moléculaire et cellulaire pour le Council for Scientific and Industrial Research (en).
Ensuite elle est élue professeure et nommée à la tête du département de microbiologie à l'université du Cap. Ses recherches se concentrent sur le développement d'un maïs qui est résistant au virus de la striure du maïs, endémique en Afrique, et à la sécheresse.
Son expertise sur le sujet l'a conduite par deux fois au Forum économique mondial, ainsi que devant les Nations unies à l'invitation du Secrétaire général Kofi Annan.

## Prix et distinctions
Jennifer Thomson a été administratrice et membre du South African Genetic Engineering Committee, cofondatrice et administratrice de South African Women in Science and Engineering et vice-présidente de l'Académie des sciences d'Afrique du Sud. Elle est membre de la Société royale d'Afrique du Sud.
Elle reçoit le prix L'Oréal-Unesco pour les femmes et la science en 2004 pour son travail sur des plants transgéniques résistants à la sécheresse et aux infections virales, dans un effort pour répondre à la pénurie chronique de nourriture dans le continent.
Elle est également docteure honoris causa d'une université de Paris.
Le 17 mai 2016, lors de la cinquième assemblée générale et la conférence internationale sur les femmes de science dans le monde en développement qui s'est tenue au Koweit, elle a été élue directrice exécutive de l'Organization for Women in Science for the Developing World,.

## Publications
- Seeds for the future the impact of genetically modified crops on the environment
- GM Crops the Impact and the Potential Recombinant DNA and bacterial fermentation, 1988
- Genes for Africa : genetically modified crops in the developing world, 2002[7]